# 學院 (大學)

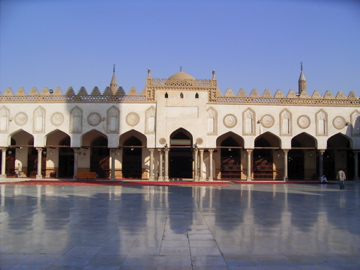
艾資哈爾大學——學院概念的始祖

學院，又称二级学院，实行的校、院两级管理模式（学院制）的大学或学院的第二级教学单位，通常致力于一個或一組相關學科主題領域的教学和研究。在日本教育體系稱學部，在英式英語中多称“faculty”，而在美國與加拿大等北美洲国家的大学内，学院则通常称“college”或“school”。在中国大陆，二级学院被分为两种不同类型，一种是指普通高等学校中由高校统一管理的二级教学单位；另一种是指普通高等学校设立，但以民办机制进行运作和管理的独立二级学院，即独立学院。
作为大學的分支教學單位，由不同學院負責不同學科的概念追溯到艾資哈爾大學，為一所伊斯蘭學校設個別學院，如神學院、沙里亞法規和判例法、阿拉伯語語法、伊斯蘭天文學、早期伊斯蘭哲學，和邏輯伊斯蘭哲學。
中世紀的博洛尼亞大學，作為大多數後來在歐洲中世紀大學的模範，有四個學院：神學院、法律學院、醫學院，以及文學院。而每一個學生需先畢業於文學院，以在其他三個學院之一繼續學習。建立這四個學院通常是所有中世紀大學章程的優先部分，但不是每一個大學可以在現實中這樣做。
文學院取名自七個文科：三藝（語法，修辭，辯證法）和四藝（算術，音樂，幾何，天文）。在德國和斯堪的納維亞地区的大學内這类學院更常被稱為哲學學院。Magister Artium（文學碩士）的稱謂源於它來自文學院，而哲學博士則來自德國教育和其文學院的德國稱謂。

## 學院類別
學院的數量在現代大學通常成倍增加，在傳統的四個學院外，通過在職業學校已發展的原領域吸收學科。不同大學就其專長按需求將各範疇分成學院。
法學院
法學院提供系統性的法律教育。
醫學院

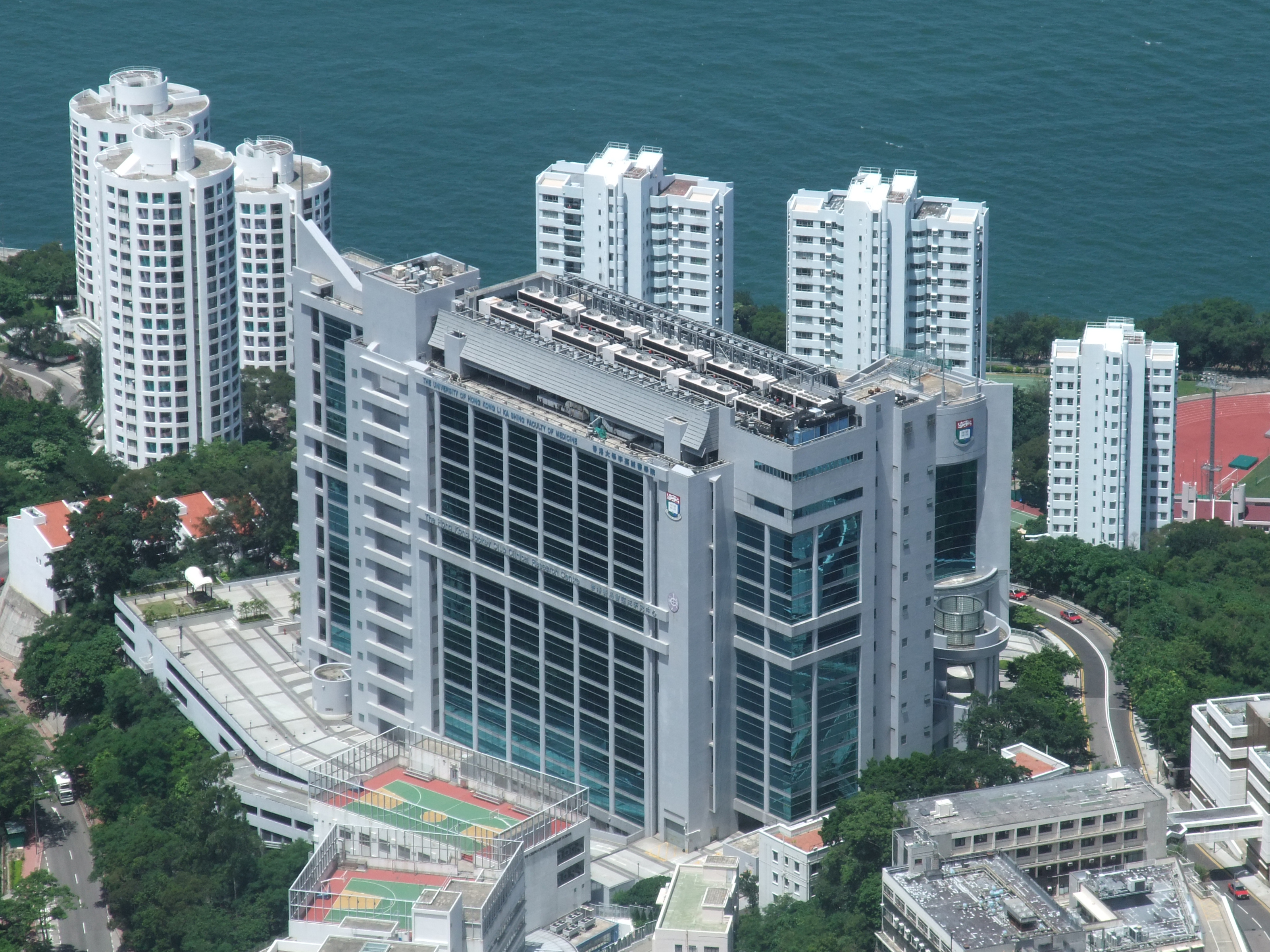
香港大學李嘉誠醫學院

醫學院主要是以培養和醫學相關專門人才和研究人員為目的，科系和研究所大致可分為臨床醫學和基礎醫學。此外部分大學另外設立公共衛生學院。
文學院、人文學院
文學院包括古今人文學、外國語文及文化，或屬於藝術相關領域。
理學院
理學院涵蓋包括數學、統計在內的基礎科學與地球科學。
訊息科技學院、電機學院
訊息科技學院乃近代新興的一門電子、電腦、通訊系统與網絡的科學技術學科。
計算機科學學院、資訊學院
計算機科學學院研究計算機及其周圍各種現象和規律的科學，亦即研究計算理論、人工智能、算法以及計算本身的性質和問題的學科。
工學院
工學院專職尖端研究和技術轉移。
商學院

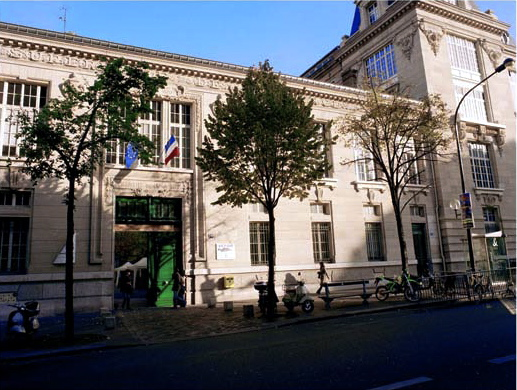
巴黎高等商業學院 歐洲——现存最古老的商学院

商學院培養國際商業環境中的分析和管理能力、理論與實務技巧。
社會科學院
社會科學院培養社會意識、探索個人和社會發展。
教育學院
教育學院提供正規的師資教育培訓專業教師。
民生學院
為社會培養民生相關人材
農學院
農學院著重農務技術發展，通常設立在有農業的國家。
傳播學院
傳播學院為社會科學之延伸學門，早期由新聞專業為較明顯的學術單位，後來涵蓋包括廣告、大眾傳播、視覺傳播、資訊傳播等。
神學院
神學院研究神這個主題，建立人類對上帝正確認識的學說。近現代的神學院，大多由基督教相關機構設立、培養神職人員，且內容為研究神學制度。有些學院成立目的是用來訓練基督教團體中的成員，接受基督教的世界觀與神學體系。
研究院
研究院乃較深度的學位課程，例如碩士、博士等。